# Ernst Asklund

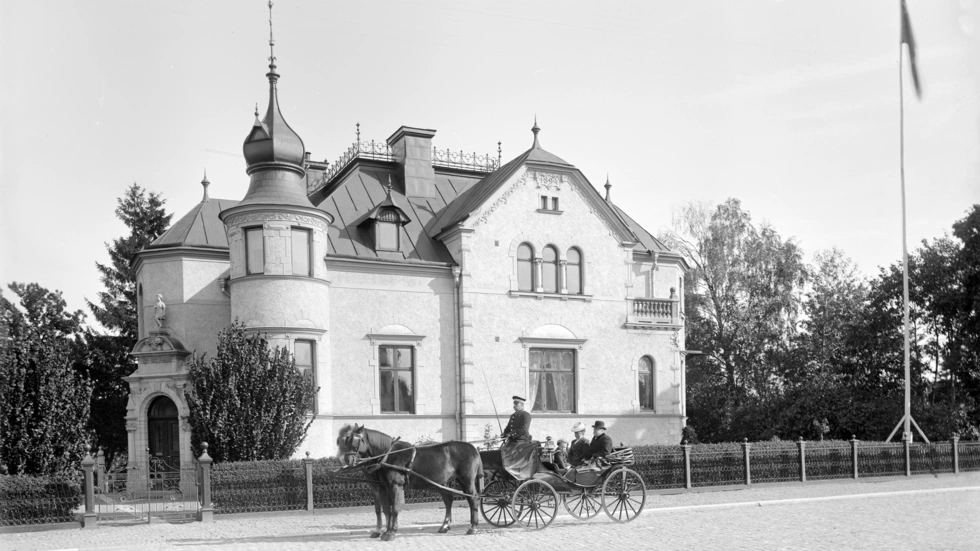
Asklundska villan på Hamngatan vid dåvarande Magasintorget. Troligen är det Ernst Asklund som sitter i vagnen bredvid sin hustru.

Ernst Georg Asklund, född 22 mars 1846 i Linköping, död 2 december 1907 i Linköping, var en svensk tobaksfabrikör.
Ernst Asklund var son till tobaksfabrikören Jon Asklund och Juliana Sofia Kristina Bergergren (1819-1881). Han ärvde 1884 faderns företag Jon Asklunds Tobaksfabrik,. som var Linköpings största industri.
Han uppförde 1893-1894 Asklundska villan i anslutning till fabrikstomten, med ingång från Hamngatan. Huset hade bland annat dusch, badkar och Linköpings första vattentoalett.
Ernst Asklund var gift med Elin Hildgard Maria Lönnberg (född 1858]. Paret hade fem barn.